# Labello (balsamo per labbra)

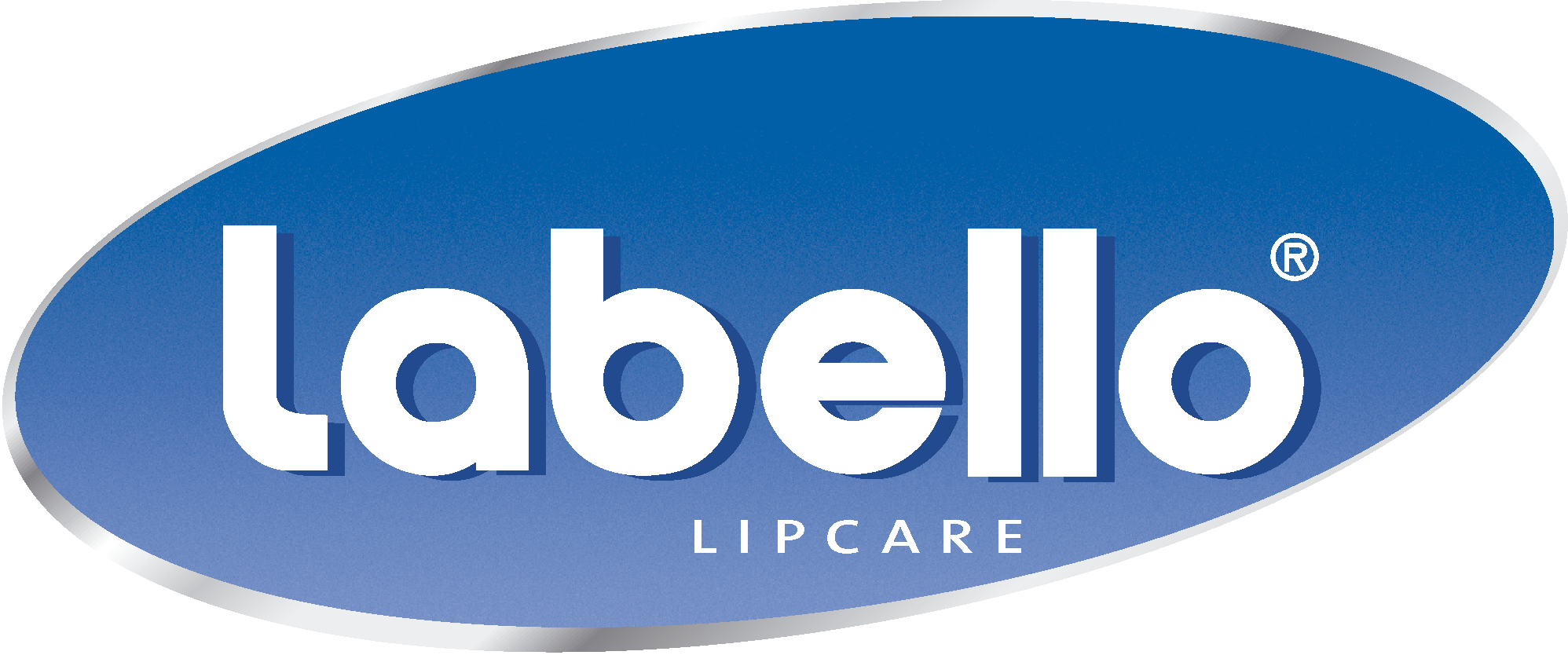
Il logo Labello

Labello è un marchio di balsamo per labbra fondato nel 1909 prodotto dall’azienda tedesca Beiersdorf in Germania e Austria.
In alcuni mercati vengono venduti a marchio Nivea, Liposan e Nivea Lip Care.

## Origine del nome
La parola "labello" deriva dalle parole latine labium ("labbro") e bellus ("bello").

## Storia
Nel 1909, Oscar Troplowitz creò un balsamo per labbra a marchio Labello in Germania e successivamente iniziò a essere venduto in Svizzera, Austria e Ungheria. A quel tempo, i prodotti erano dei bastoncini di prodotto avvolti in carta stagnola che dovevano essere applicati con un dito. Nel 1911 fu introdotto un contenitore scorrevole in latta per facilitarne l’utilizzo. 
Durante la prima guerra mondiale, la scarsità delle risorse di stagno provocò l'interruzione della produzione di imballaggi in latta. Tuttavia l’azienda continuò la produzione di balsamo per labbra sotto forma di ricariche che potevano essere inserite nei contenitori esistenti.
Nel 1922 la confezione divenne di alluminio.
Nel 1935 il marchio Labello è stato reso disponibile in oltre trenta paesi. 
Durante la seconda guerra mondiale a causa della carenza di alluminio l’azienda decise di sviluppare un contenitore in plastica che entrò in produzione nel 1953.

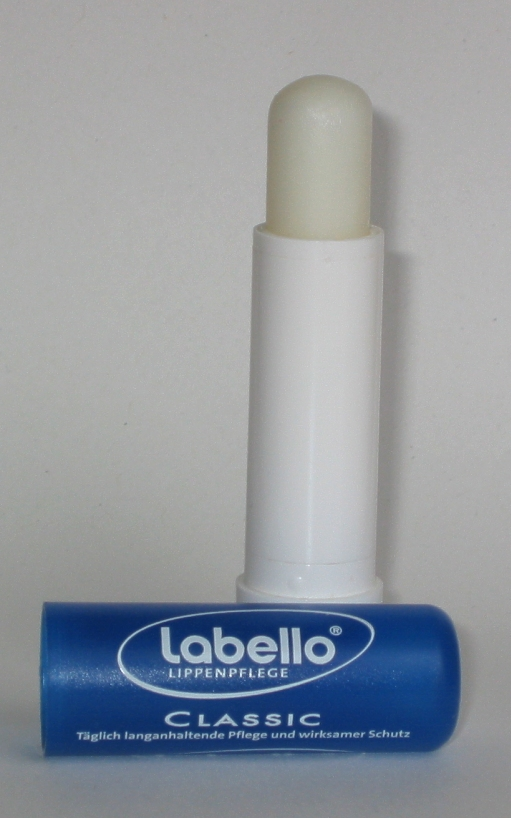
Labello Classic

Nel 1958 Labello inizia a realizzare prodotti anche per uomini. Nel 1963 è stato aggiunto un pratico meccanismo a rotazione, che ne semplifica l'applicazione: questa divenne l’innovazione principale e di maggior successo utilizzata tutt’oggi.
Successivamente nel 1973 è stato introdotto il Labello Classic in involucro blu che viene prodotto ancora oggi. 
Nel 1978 viene lanciato Labello Med, prodotto specifico per il trattamento di gravi problemi alle labbra. Un anno dopo, è stato introdotto Labello Sun, balsamo per labbra in grado di fornire protezione alle labbra dai raggi solari. 
Nel 1984 viene lanciato Labello Camomilla il primo del marchio realizzato con aromi e ingredienti naturali. Due anni dopo vienr lanciato anche Labello Rosé. 
Nel 1989 viene introdotto Labello Sport per i consumatori fisicamente attivi.
Nel 1992, la serie Lip Balance è stata rilasciata per i consumatori che desiderano un'idratazione immediata per le labbra. La serie era composta da due prodotti: Labello Hydro, prodotto ancora oggi, e Labello Regeneration. 
Due anni dopo, è stato reso disponibile Labello UV Alpin per la cura delle labbra in inverno e nei climi freddi. Nel 1999, il marchio ha lanciato per la prima volta 17 diverse creme per le labbra al gusto di frutta. 

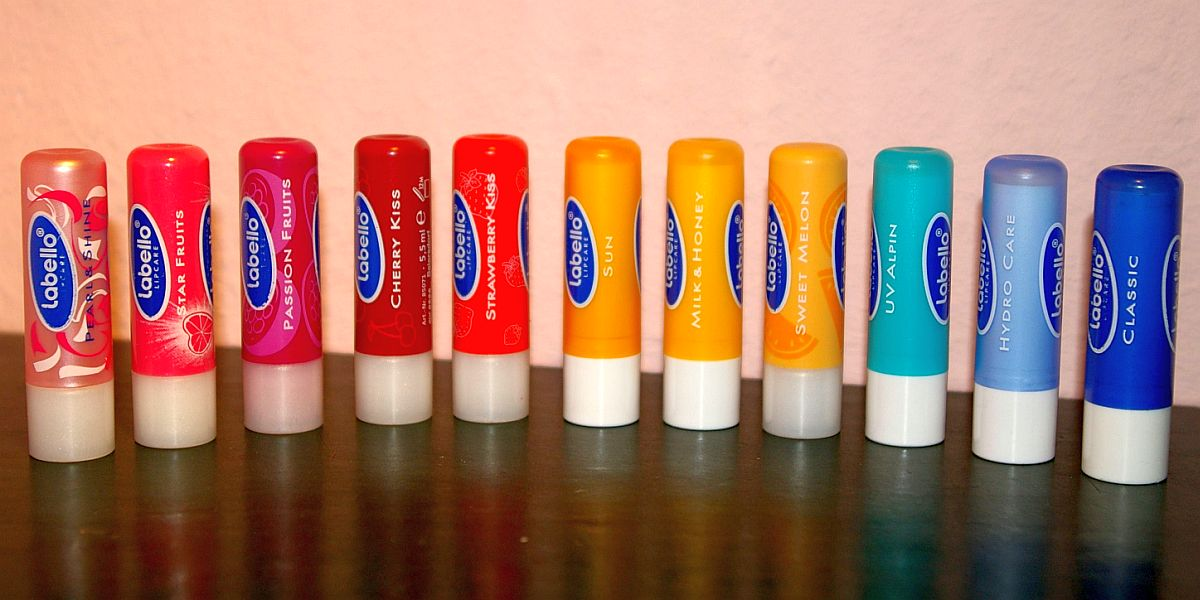
Vari modello di Labello (2012)

Nel 2001 entra nel settore della cosmetica introducendo sul mercato un balsamo per le labbra e un gloss, Labello Pearl & Shine, destinato al pubblico femminile. 
Tre anni dopo, è stata introdotta sul mercato la gamma di lucidalabbra Care Gloss & Shine. 
Nel 2009, Labello ha celebrato i suoi 100 anni lanciando un'edizione limitata di Labello Classic.
Nel 2018 viene lanciato Labellino nell’inedito contenitore a sfera e disponibile in due aromi: Lampone & Mela Rossa e Menta Fresca. Nello stesso anno cambia la ricetta di tutti i prodotti contente ora solo oli naturali. 
Gli ultimi lanci risalgono al 2019 con Crayon Lipsticks, lucidalabbra effetto rossetto e nel 2021 Labello Lip Oil con effetto glossy.